# 李廷珪
李 廷珪（り ていけい、生没年不詳）は、10世紀前半の中国南唐の製墨家。五代十国南唐の後主李煜に重用された廷珪の墨は「李墨（りぼく）」と呼ばれ、卓越した品質で中国史上最高の墨と評されている。

## 概要
南唐では李璟、李煜の2代にわたり、文化・芸術に熱心な君主が相次いだ。特に李煜の代に文化的産業は国家的事業と言えるほどに発達し、その潮流の中で中国史上最高と謳われる文房四宝（筆墨硯紙）が作成されることになる。
この文房四宝のうち、墨を製造した廷珪は易水（現在の河北省保定市易県）の平民で、本姓は奚といい、祖父は奚鼐（けいだい）、父は李超（りちょう、生没年不詳）である。唐末の混乱を逃れて父と共に易水の地を離れて歙州（現在の安徽省黄山市）に移り住み、歙州の松が製墨に良いとしてこの地で墨業を起こし、徽墨（歙墨とも）の基礎を築いた。弟の李廷寛も製墨で名がある。
廷珪が製造する墨の品質が卓越していたため李煜によって重用され、李煜は彼に「墨務官」という官位を新設して就任させた。また国姓である「李」を授けた上、専用の工場を設立して最大限の援助を与えた。
後に廷珪の墨は「李墨」と称され、歴代の皇帝も非常に珍重したため「黄金は得やすく、李墨は求め難い」と言わしめる程、貴重なものとなった。宋の『淳化閣帖』は廷珪の墨で拓したといわれる。後に清の乾隆帝は李墨を入手した際非常に喜び、紫禁城内に「墨雲室」という専用の保管所を設置し最高級の至宝として蔵した。